# Schlacht von Mai Ceu
Invasion Abessiniens –  Weihnachtsoffensive – Ganale Doria – 1. Tembien – Amba Aradam – 2. Tembien – Shire – Mai Ceu – Ogaden – Addis Abeba
Die Schlacht von Mai Ceu (heutiger, offizieller Name: Maychew) wurde am 31. März 1936 während des Abessinienkrieges in der äthiopischen Region Amhara ausgetragen. Zusammen mit den Tembienschlachten entschied sie den Krieg zugunsten Italiens, das wenige Wochen später – nach dem Fall der Hauptstadt Addis Abeba – Äthiopien zum Teil der Kolonie Italienisch-Ostafrika erklärte.

## Verlauf der Schlacht
Nachdem Pietro Badoglio in der zweiten Tembienschlacht die äthiopischen Verbände fast völlig vernichtet hatte, startete der Negus mit seiner kaiserlichen Garde und verbliebenen Verbänden (insgesamt über 30.000 Mann) einen letzten verzweifelten Versuch, die Invasoren doch noch aufzuhalten. Von diesen Plänen erfuhr die italienische Führung jedoch. Dadurch und vor allem wegen der völligen Luftherrschaft endete dieser Versuch mit einer völligen äthiopischen Niederlage. Auf dem Rückzug wurden die äthiopischen Truppen am 4. April von italienischen Flugzeugen am Ashangisee mit Giftgas angegriffen. Am 5. Mai marschierte Badoglio in Addis Abeba ein.